# Milà-Sanremo 1971
La Milà-Sanremo 1971 fou la 62a edició de la Milà-Sanremo. La cursa es disputà el 19 de març de 1971 i va ser guanyada pel belga Eddy Merckx, que s'imposà en solitari a la meta de Sanremo i d'aquesta manera guanyava la seva quarta edició de la Milà-Sanremo.
172 ciclistes hi van prendre part, acabant la cursa 47 d'ells.

## Classificació final
|    | Ciclista               | Equip           | Temps      |
| -- | ---------------------- | --------------- | ---------- |
| 1  | Eddy Merckx            | Molteni-Arcore  | 7h 21' 20" |
| 2  | Felice Gimondi         | Salvarani       | + 30"      |
| 3  | Gösta Pettersson       | Ferretti        | m. t.      |
| 4  | Roberto Ballini        | Ferretti        | m. t.      |
| 5  | Joseph Bruyère         | Molteni-Arcore  | + 38"      |
| 6  | Joseph Spruyt          | Molteni-Arcore  | + 45"      |
| 7  | Gianni Motta           | Salvarani       | + 47"      |
| 8  | Roger Rosiers          | Bic             | + 1' 22"   |
| 9  | Albert van Vlierberghe | Ferretti        | m. t.      |
| 10 | Yves Hézard            | Sonolor-Lejeune | + 2' 01"   |